# 1837년 밀가루 폭동
1837년 밀가루 폭동(영어: Flour riot of 1837)은 1837년 2월 뉴욕에서 발생하여 하루도 채 안 되어 진압된 식량 폭동이다. 이 폭력적인 민중봉기는 로코포코스가 폭등하는 물가에 항의하기 위해 소집한 공개 회의에서 시작되었으며, 굶주린 노동자들이 비축된 밀가루 자루로 가득 찬 개인 창고를 약탈했다. 1836년에서 1837년 겨울 동안 연성 상품 가격이 폭등했는데, 이는 외국인 투자와 2년 연속 밀 흉작으로 인한 인플레이션 호황 때문이었다. 이 폭동은 또한 다음 달 미국 경제를 강타한 1837년 공황으로 알려진 임박한 금융 위기의 징후이기도 했다.

## 배경
1837년 공황은 앤드루 잭슨 미국 대통령의 통화 정책에 크게 영향을 받았는데, 여기에는 서부 연방 토지 구매에 경화를 요구하는 특수 환율로 알려진 행정 명령과 뒤이은 은행 정책 변경이 포함되었다. 이로 인해 광범위한 물가 상승과 은행 파산이 발생했다. 두 달 안에 뉴욕에서만 은행 파산으로 인한 손실이 거의 1억 달러에 달했다. 미국 내 850개 은행 중 343개가 완전히 문을 닫았고, 62개가 부분적으로 파산했으며, 주립 은행 시스템은 결코 완전히 회복되지 못할 충격을 받았다.
지난해 겨울 동안 밀가루 가격은 배럴당 5.62~7달러에서 12달러로 올랐다.:99 육류 가격은 크게 올랐는데, 돼지고기는 3년 동안 13달러에서 24.50달러로 뛰었다.:610 난방용으로 사용되는 석탄도 마찬가지로 톤당 10달러에 달했다.:100:828 임대료가 너무 올라 세입자들이 임대 계약이 만료되어도 주거지를 떠나기를 거부하고 집주인을 법정으로 끌고 가도록 조직하려는 노력이 진행 중이었다.:610
그해 2월, 밀가루가 3~4주분만 남아 있다는 소문이 돌았다. 이는 신문에 실려 상인들이 가격을 더 올리기 위해 엄청난 양을 비축하고 있다는 보도가 추가되었다.:99–100 보도는 "악랄하고 사악한 부자 투기꾼들의 음모"이자 "지역 사회를 약탈하는 진정한 해충" 집단을 맹비난했다.:610
일부 금주 운동가들은 증류소에서 사용되는 곡물 양을 가격의 원인으로 돌리려 했으나, 많은 사람들의 비난은 시설에 대량의 곡물을 비축하고 있는 지역 위탁 판매상에게 향했다.:101 창고를 습격하려는 음모에 대한 소문과 익명 편지들이 돌기 시작했다.

## 사건
2월 10일, 다음과 같은 게시물이 도시 전역에 게시되었다.
민중의 목소리가 들리고 승리할 것이다. 민중은 월요일 오후 4시에 공원에 모여 비가 오든 해가 뜨든 현재 전례 없는 고통의 원인을 조사하고 적절한 해결책을 강구할 것이다. 독점자와 착취자에 저항하기로 결심한 모든 인류의 친구들은 참석을 권유한다.:102
2월 13일 월요일 아침, 4천에서 5천 명의 군중이 소집된 대로 모였다. 연사들은 벤튼 통화부터 높은 임대료, 독점주의자들, 그리고 가장 중요한 밀가루 가격에 이르기까지 다양한 주제로 군중을 자극했다.:104–5 신원 미상의 마지막 연사는 군중을 선동하여 하트 & 컴퍼니로 이동하며 말했다.
시민 여러분, 엘리 하트 씨는 지금 창고에 5만 3천 통의 밀가루를 가지고 있습니다. 가서 배럴당 8달러에 사자고 제안하고, 그가 받아들이지 않으면...:611
이때 누군가가 그의 어깨를 두드리며 그가 조장할 수 있는 상황을 상기시켰고, 그는 "우리는 평화롭게 떠날 것이다"라고 말을 마쳤다.:611 그러나 이 마지막 생각은 군중에게 전달되지 않았다. 그들은 기회를 잡고 상점으로 진격했다. 그곳에 있던 점원들은 다가오는 소란을 듣고 하트 & 컴퍼니의 문과 창문을 닫고 빗장을 걸었지만, 열려 있던 문 하나가 군중이 시설에 침입하여 통을 거리로 굴러내릴 기회를 제공했다.:105–6
하트 씨는 직접 경찰 분견대를 소집하여 창고로 향했다. 그들은 군중의 공격을 받아 무장 해제되었지만, 그럼에도 불구하고 도착하여 안에 있던 사람들을 겁에 질려 쫓아냈다.:106 시장은 현장으로 서둘러 갔지만, 공원에 모여 있던 사람들도 이미 무슨 일이 일어났는지 알게 되어 합류했다. 시장은 군중에게 연설하며 그들에게 중단하고 해산할 것을 촉구했지만, 격렬하게 던져진 돌과 얼음에 맞서 안전을 찾아야 했다.:106–7
군중은 창고를 습격하여 문과 창문을 부수고 밀가루 통을 거리로 굴려 떨어뜨렸고, 그곳에 있던 사람들에게 약탈되었다.:107 잠시 후 경찰이 도착했고, 이어서 뉴욕주 방위군이 뒤따랐다.:108–9:828
군중이 흩어지자 일부는 E. J. 헤릭의 밀가루 가게로 향했으나, 대표자가 합리적인 가격으로 밀가루를 판매하고 있다고 확신시키자 단념했다.:611 그들은 S.H. 헤릭 & 선으로 이동하여 약탈 의식을 반복하다가 주인이 군중에게 연설하며 다음 날 가난한 사람들에게 밀가루를 기부하겠다고 약속하자 진정되었다.:109:611 경찰이 도착하여 체포할 수 있는 사람들을 체포했다.:109
오후 9시경 폭동은 끝났고, 군중은 해산하거나 체포되었다.:110

## 결과
경찰과 민병대가 도착하여 군중을 해산시킬 무렵에는 밀가루 500~600통과 밀 1천 부셸이 파괴되었다.:108–9:828 총 40여 명이 체포되었다.:828
폭동이 발생한 지 하루 만에 경찰 병력을 192명 증원하는 법안이 통과되었다.:611

## 같이 보기
- 식량 폭동 목록
- 뉴욕시 민중 불안 사건 목록
- 미국 민중 불안 사건 목록